# Семейная хроника
Семейная сага, или семейная хроника — жанр литературы, предметом которого является изображение жизни нескольких (как правило, от двух до четырёх) поколений одного семейства.
Хотя аналоги давно известны на Дальнем Востоке («Сон в красном тереме»), в западной литературе семейная хроника кристаллизовалась как жанр в результате исследования семейной темы писателями-реалистами XIX века. Авторы семейной хроники сопоставляют судьбы разных поколений, выявляют их сходство и различия, фиксируют преемственность поколений в контексте эпох. История семьи способна в сжатом виде вместить историю страны в ту или иную драматическую эпоху.
В русской литературе первым примером жанра принято считать автобиографическую «Семейную хронику» С. Т. Аксакова (1857). Другие классические примеры — «Грозовой перевал» Э. Бронте, «Дом о семи фронтонах» Н. Готорна, «Господа Головлёвы» М. Салтыкова-Щедрина, «Будденброки» Т. Манна, «Дело Артамоновых» М. Горького. Наиболее развёрнутые семейные хроники, как, например, «Сага о Форсайтах» Дж. Голсуорси, принимают форму многотомного романа-потока. Аналоги семейной хроники известны и в новеллистике («В овраге» А. П. Чехова, «Наши» С. Довлатова).
Традиции семейной хроники были сильны в русской литературе советского времени («Угрюм-река», «Вечный зов», «Два капитана», «Московская сага», «Упразднённый театр»). Примерами постмодернистской деконструкции жанра могут служить «Ада» В. Набокова и «Сто лет одиночества» Г. Гарсиа Маркеса. К жанру семейной хроники тяготеют многие женские романы, ставшие бестселлерами (напр., «Поющие в терновнике»), популярные телесериалы («Династия») и многосерийные кинофильмы («Крёстный отец»).